# Штурман (ралли)

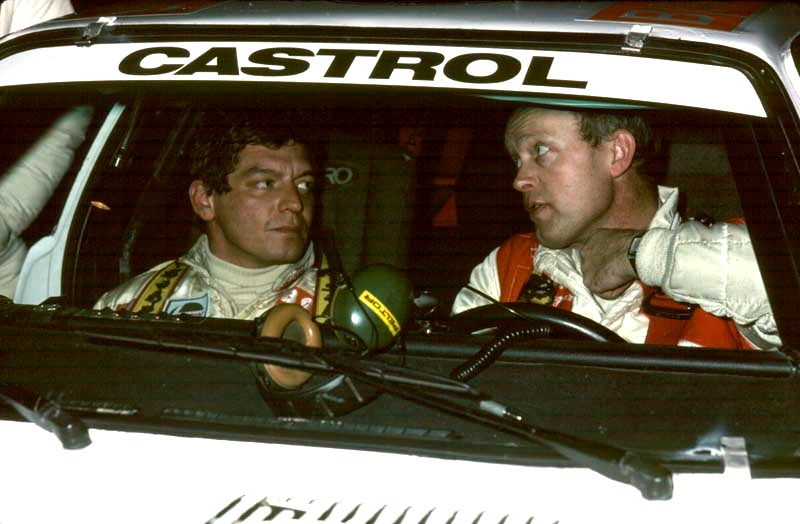
Австрийский пилот Франц Вюрц (слева) выполняет функции штурмана для Бьорна Вальдегорда (справа) на ралли в 1984 году

 Шту́рман  (нидерл. stuurman, от stuur — «руль» и man — «человек») — второй член автоспортивного экипажа, следящий за маршрутом по стенограмме, дорожной книге или карте, и дающий пилоту подробные указания по передвижению по трассе. Штурман в ралли-рейдах занимается ориентированием (этот навык не требуется в классическом ралли), следит за соблюдением нормативов по скоростному режиму и времени, осуществляет общение с судьями и контроль записей на карте либо в штурманской тетради (в зависимости от вида автоспорта).

## Задачи штурмана

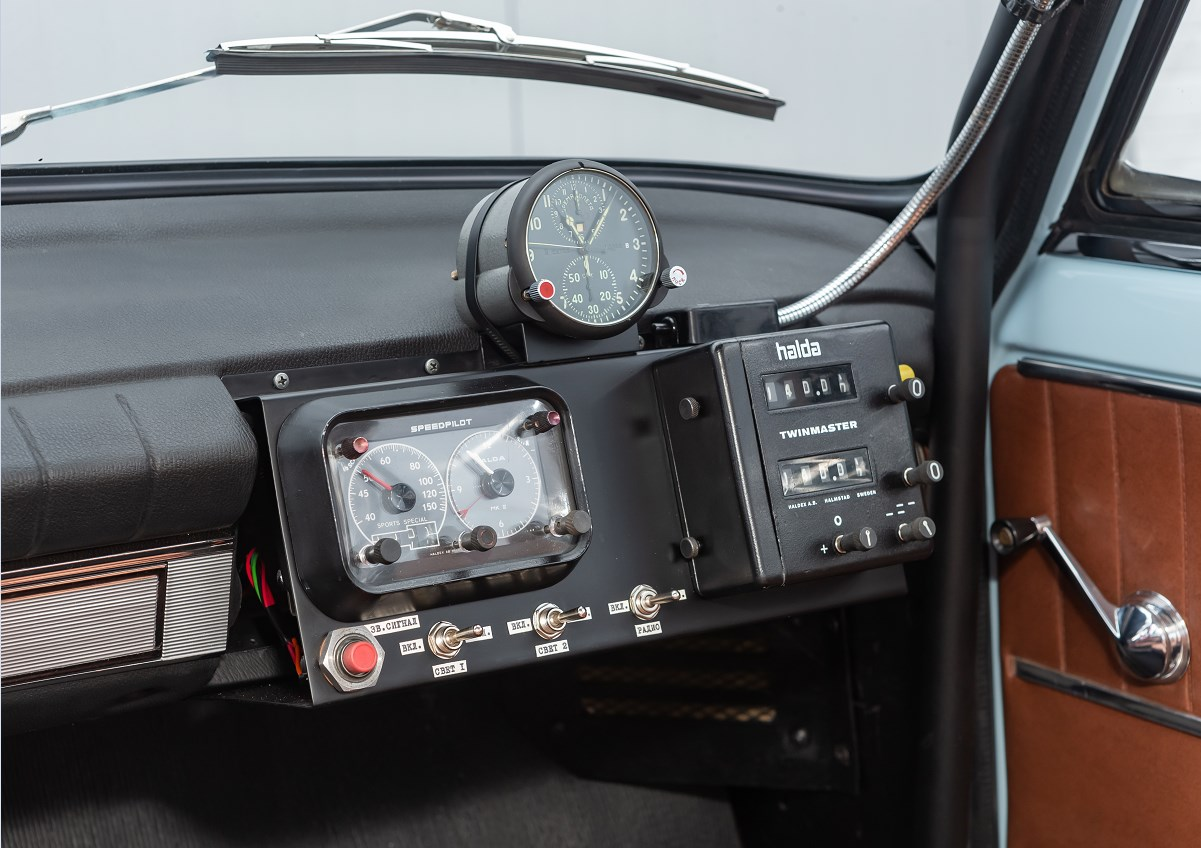
Штурманские приборы характерные для 1970-х годов

Штурман выполняет важную роль в работе раллийного экипажа. Именно он почти всегда осуществляет взаимоотношения между экипажем и судьями. Ещё перед началом соревнований штурман должен провести подготовку к ним. Ему необходимо изучить правила соревнований, получить и разобраться в судейских документах, рассчитать среднюю скорость, составить рабочие документы (маршрутный лист, таблица средней скорости).
В своей работе штурман в дисциплине, именуемой классическое ралли, использует самостоятельно сделанные стенограммы («легенды») — стенографическое описание трассы, в которой содержатся условные описания поворотов, ориентиров и особенностей трассы. Во время прохождения по трассе штурман руководит режимом движения автомобиля ориентируясь на стенограмму, подсказывая водителю направление движения с учётом выбранной скорости. Штурман должен следить за тем, чтобы соблюдался график прохождения трассы, может оперативно вносить в него поправки, делать отметки на карте в местах контроля времени (КВ), внезапного контроля времени (ВКВ) и на скоростных участках (СУ).
В ралли-рейдах у экипажей нет возможности заранее ознакомиться с трассой, поэтому штурману выдаётся перед стартом гонки дорожная книга с легендой-стенограммой, написанной представителями организаторов соревнования. Задача штурмана — правильно сориентироваться на незнакомой местности при помощи дорожной книги и карты или GPS-приёмника.

## Отношения между пилотом и штурманом
Временами отношения пилота и штурмана могут выходить за пределы спорта. Нередко можно увидеть на соревнованиях пару, состоящую из братьев, как в случае с братьями Жилем и Эрве Паницци или Пером Карлссоном (штурманом у Ингвара Карлссона, вместе с которым они выиграли в Швеции в 1988 году). В Испании братья Вальехо, чемпионы Испании 2009 года, уже несколько лет выступают вместе, как и братья Хорхе и Хоакин Рикельме в Чили, совместно начавшие карьеру и с 2010 года трижды становившиеся чемпионами в своей категории. Финский пилот Маркус Грёнхольм на протяжении всей своей карьеры выступал с Тимо Раутиайненом, который женат на его сестре.